# Rhododendron mengtszense
Rhododendron mengtszense är en ljungväxtart som beskrevs av Isaac Bayley Balfour och Smith. Rhododendron mengtszense ingår i släktet rododendron, och familjen ljungväxter. Inga underarter finns listade i Catalogue of Life.